# 真珠

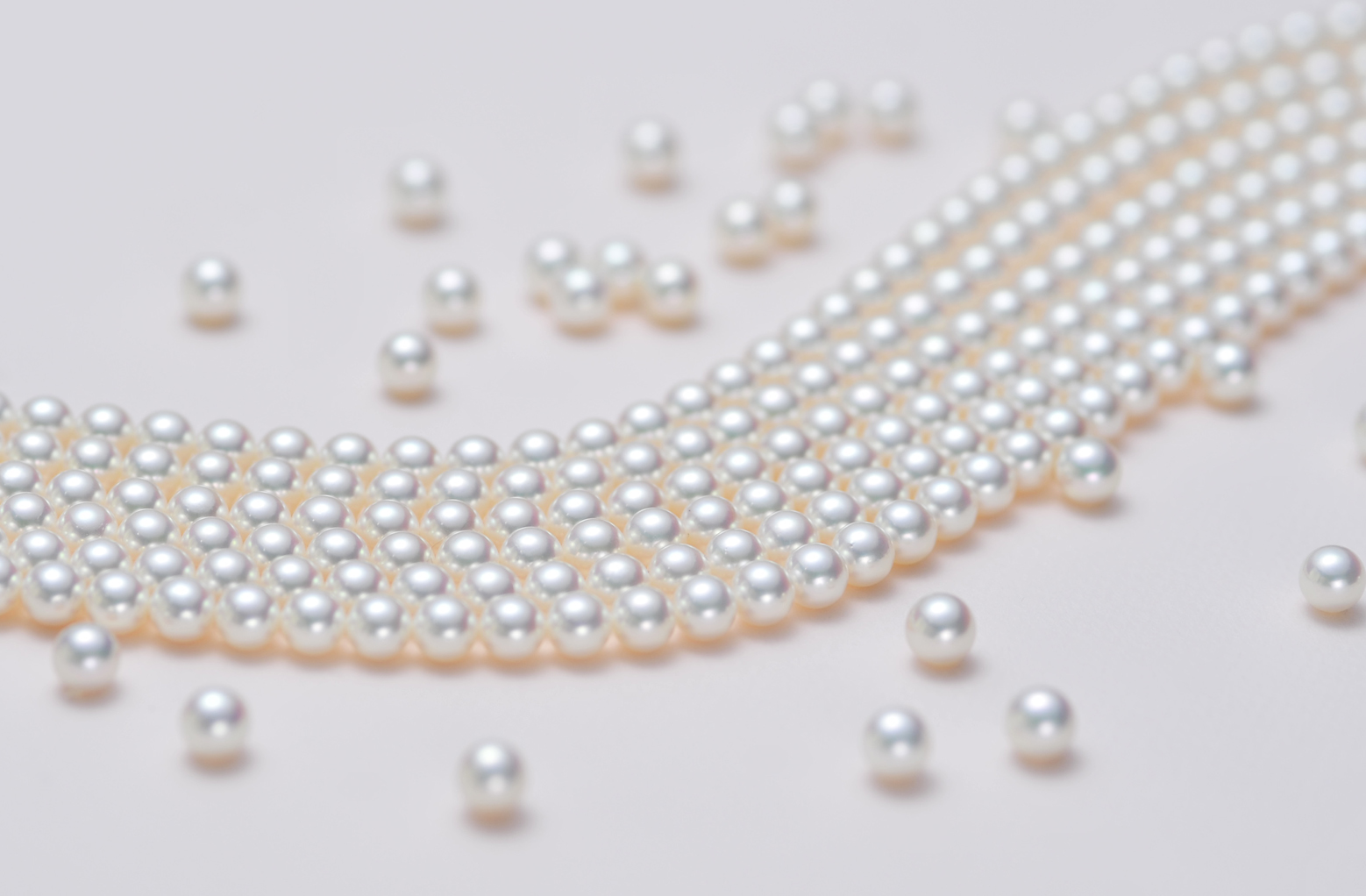
アコヤ真珠

真珠（しんじゅ）あるいはパール（Pearl）とは、貝から採れる宝石の一種である。
真珠は貝の体内で生成される宝石である。生体鉱物（バイオミネラル）と呼ばれる。貝殻成分を分泌する外套膜が、貝の体内に偶然に入りこむことで、（例えば、小石や寄生虫などの異物が貝の体内に侵入した時に外套膜が一緒に入り込み）天然真珠が生成される。つまり成分は貝殻と等しい。貝殻を作る軟体動物であれば、真珠を生成できる。
外套膜は細胞分裂して袋状になり、真珠を生成する真珠袋をつくる。その中でカルシウムの結晶（アラレ石）と有機質（主にタンパク質のコンキオリン）が交互に積層した真珠層が形成されて、真珠ができる。この有機質とアラレ石の薄層構造が干渉色を生み出し、真珠特有の虹色（オリエント効果）が生じる。真珠層の構造や色素の含有量などの複雑な条件によって真珠の色・照りの程度そして宝石としての価値が決まる。したがって、宝石としての価値を持つ真珠は原則的に真珠層を形成する種からしか得られない。
日本の養殖真珠の発明とは「球体に削った核を、アコヤガイの体内に外套膜と一緒に挿入し、真珠層を形成させる」というものである。
巻貝から生成されるコンク真珠やメロ真珠は真珠層が形成されない。こういった真珠層を持たない種が形成した真珠の事を、上記のアコヤガイなどから得られる宝石としての真珠と区別するために真珠様物質と呼び分ける場合もある。真珠様物質に分類される物でも老子の真珠のように大きさや希少性によっては宝石としての真珠を上回る価値がつく場合もある。
真珠の重量の計量単位には、養殖真珠の産業化に成功したのが日本であったことから、日本の尺貫法の単位である匁（3.75グラム）や貫（3.75キログラム）が使われる一方で、グラム、カラット（200ミリグラム）やグレーン（通常は正確に64.798 91ミリグラムだが、真珠の計量については50ミリグラム）も用いられる。真珠の大きさの単位はミリメートルであるが、真珠のネックレスの長さについては業者間の取引では主にインチが使われている。
冠婚葬祭のいずれの場面でも使える便利な装飾品で、「日本人が最も多く持つジュエリー」との推測もある。炭酸カルシウムが主成分であるため、汗が付いたまま放置もしくは保管すると塩分との化学反応が緩やかに発生し、真珠特有の光沢が失われる。このため、着用もしくは使用後早めに柔らかい布で拭くなどの手入れが大切である。

## 化学的性質
アコヤ貝の真珠の組成は以下の通りである。
- 水分（天然真珠で1.78％、良質な養殖真珠で0.66％、劣質では0.85％）
- コンキオリン（天然真珠で6.39％、良質な養殖真珠で4.5％、劣質では8.31％）
- 無機成分（天然真珠で91.49％、良質な養殖真珠で92.64％、劣質では91.85％）
  - 無機成分は、炭酸カルシウム、酸化カルシウム、マグネシヤ、シリカ、リン酸など

真珠を酸に溶かすと、発泡しながら溶けていき袋状の無機質成分と布状のタンパク質（コンキオリン）が残る。
成長の盛んな時期には、コンキオリンなどのタンパク質成分の沈着が多くなりボケ玉となる傾向があり、寒い時期の浜揚げ、温かい場所では冷い海に一度移してから採取すると良質の真珠が得られる理由となっている。
色素については、桃色については貝の尿中に含まれるウロポルフィリンによる物とみられるが、その他の色については不明である。黄色の物は加熱すると赤や紫となることから、これらの色素と関係してることが示唆されている。また、一部の科学者は、真珠の色彩は色素ではなく、薄膜の層状構造に由来しているという意見もある。

## 歴史

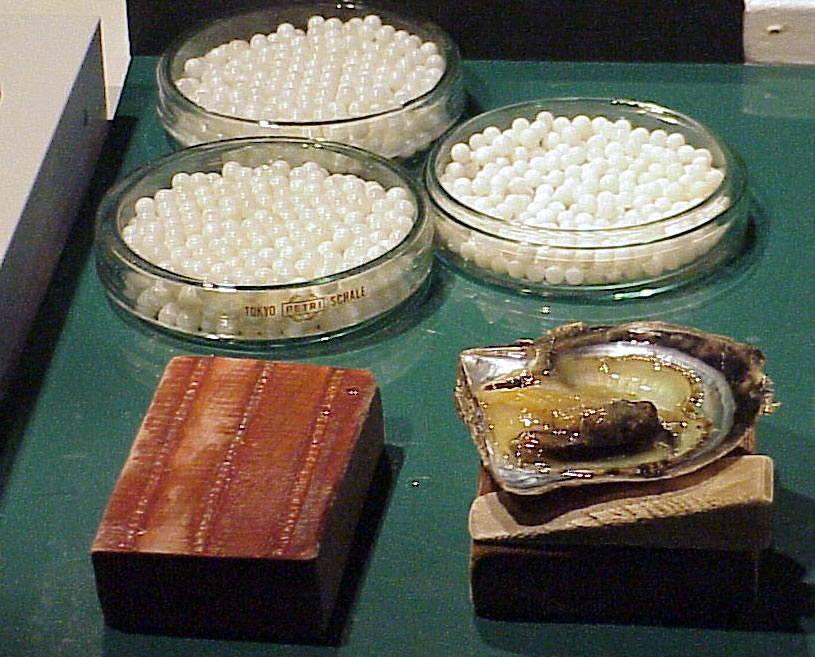
真珠養殖

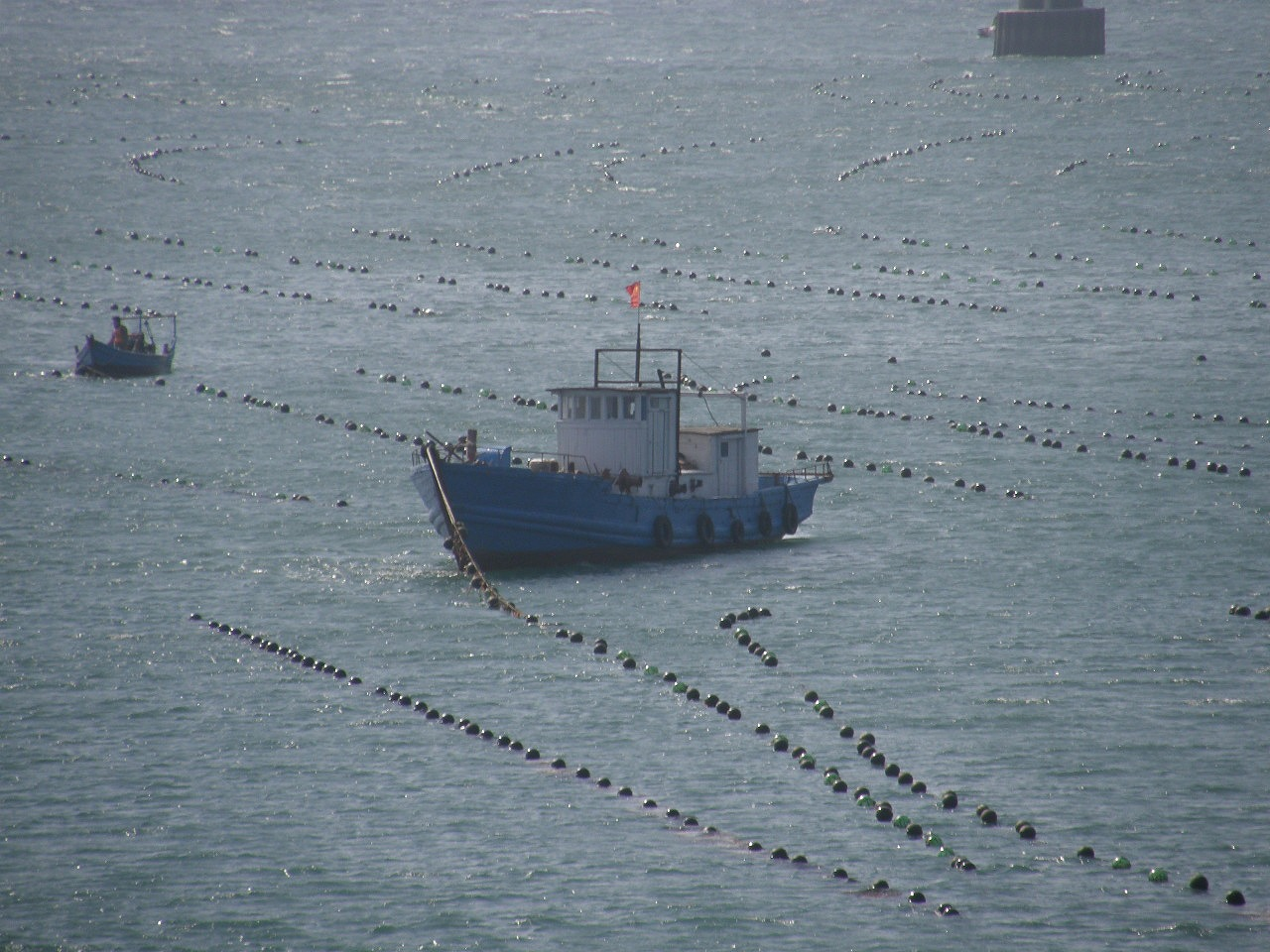
旅順口区の真珠貝養殖

天然では産出が稀であるが加工が容易で「月のしずく」「人魚の涙」とも呼ばれているほどの美しい光沢に富むため、世界各地で古くから宝石として珍重されてきた。またその希少性から薬としての効能を期待し、服用される例がしばしば見られる。日本でも解熱剤として使用されていた事が（２００６年時点で）確認されている。
強心薬の中に、成分として含まれている物も販売されている。
エジプトでは紀元前32世紀頃から既に知られていたと言われるが、宝飾品としてあるいは薬として珍重されるようになったのは後の時代である。クレオパトラが酢に溶かして飲んでいたと伝えられる 。世界の他の地域でも中国大陸では紀元前23世紀頃、ペルシャで紀元前7世紀頃、ローマでは紀元前3世紀頃から真珠が用いられていたという記録がある。
日本は古くから真珠の産地として有名であった。北海道や岩手県にある縄文時代の遺跡からは、糸を通したとみられる穴が空いた淡水真珠が出土している。『魏志倭人伝』にも邪馬台国の台与が曹魏に白珠（真珠）5000を送ったことが記されている。『日本書紀』（允恭紀の男狭磯）や『古事記』、『万葉集』にも真珠の記述が見られ、『万葉集』には真珠を詠み込んだ歌が56首含まれる。当時は「たま」「まだま」「しらたま（白玉）」などと呼ばれた。とくに肥前国の大村湾は『肥前国風土記』にも記されているように、天然真珠などの一大産地であった。景行天皇は湾の北岸地域に住んでいた速来津姫 ・健津三間・箆簗らから、白玉・石上神木蓮子玉（いそのかみいたびだま）・美しき玉の3色の玉を奪い取った。天皇は「この国は豊富に玉が備わった国であるから具足玉国（たまそなうくに・そないだまのくに）と呼ぶように」と命じ、それが訛って彼杵（そのぎ）という地名になったともいわれる。それら3色の玉は石上神宮の神宝となった。
平安時代の『延喜式』「雑式」には、貴族達が家来を派遣して盛んに対馬の真珠を買いあさったため、人々が混乱していると記述されている。
志摩国（現三重県東部）の英虞湾や、伊予国（現愛媛県）の宇和海でアコヤガイから採取されていたが、日本以外で採れる真珠（外国産）に比べ小粒だった。
真珠は装飾品としてだけでなく、呪術的な意味も持っていた。仏教の七宝に数えられることもあり、寺院跡地からは建立時の地鎮祭に使われた鎮檀具の一つとして真珠が出土することもある。独特の輝きから眼病薬や解毒剤としての効能があるとも信じられていた。
日本の真珠の美しさはヨーロッパまで伝えられ、コロンブスも憧れたという。

## 養殖
真珠養殖の歴史は古く、中国大陸で1167年の文昌雑録に真珠養殖の記事があり、13世紀には仏像真珠という例がある。ただしこれらは貝殻の内側を利用する貝付き真珠である。
19世紀後半から20世紀初頭にかけて、フランスのルイ・ブータン、イギリス人ザビル・ケントなど各国で養殖真珠の研究が行われていた。
日本では、1893年（明治26年）に東大三崎臨海実験所箕作佳吉の指導をうけた御木本幸吉が英虞湾神明浦で養殖アコヤガイの半円真珠の生産に成功した。
また、1905年（明治38年）に御木本幸吉は英虞湾の多徳島で半円の核を持つ球状真珠を採取したことが知られている。この採取によって御木本幸吉は真円真珠の養殖成功を確信する。この1905年（明治38年）が真円真珠の生産に成功した年と書かれることが多いが、これは誤りである。

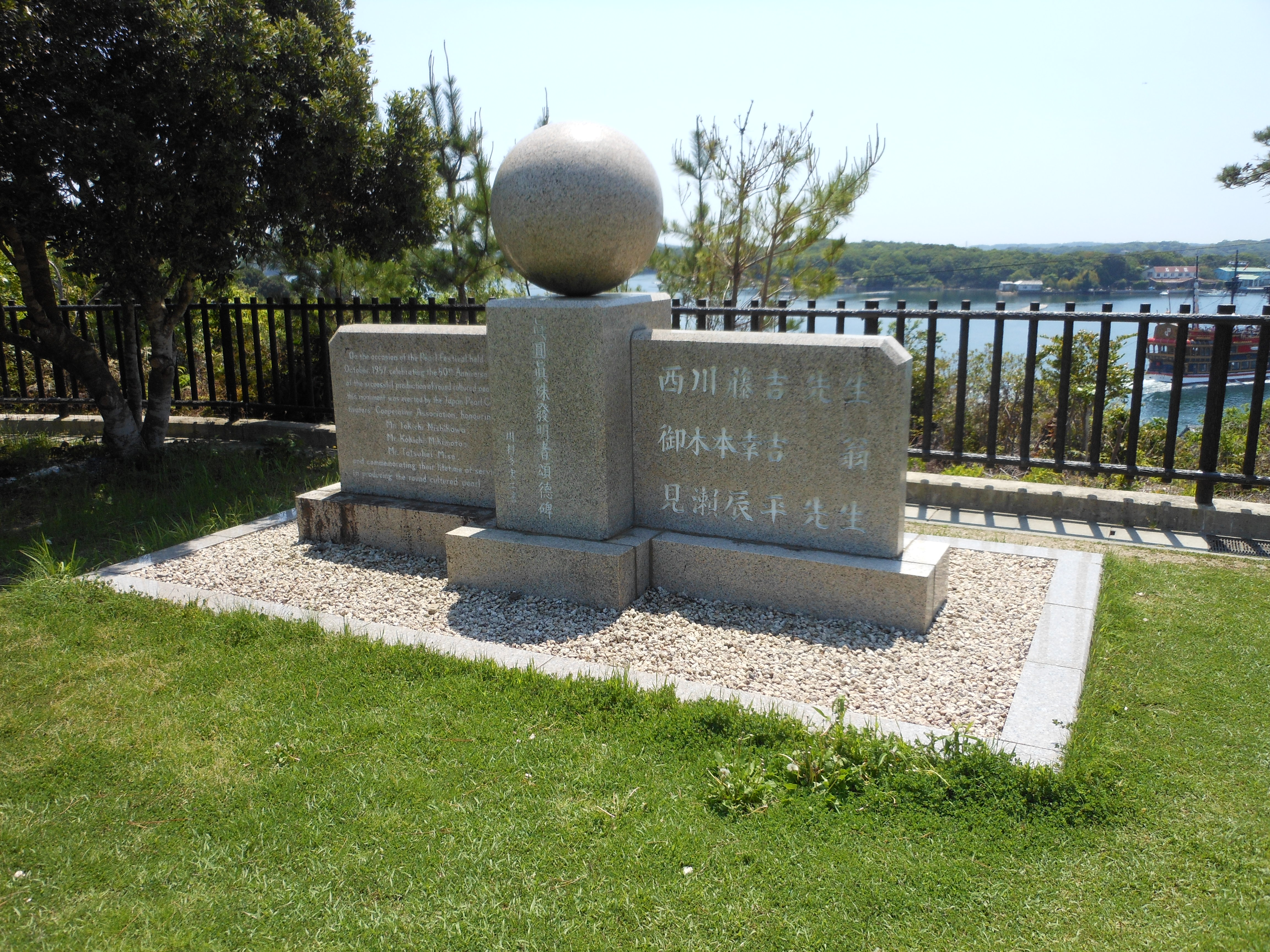
真円真珠発明者頌徳碑（賢島・円山公園）

真円真珠の発明者は、日本では西川藤吉・見瀬辰平の2人があげられる。1907年（明治40年）見瀬辰平が、はじめて真円真珠に関し「介類の外套膜内に真珠被着用核を挿入する針」として特許権を獲得した。続けて西川藤吉が真円真珠生産に関し真珠形成法の特許を出願する。この一部が前述の見瀬辰平の特許権に抵触するとして紛争が起こる。調停の結果、西川籐吉の名義で登録し特許は共有とすることとなった。この真珠養殖の特許技術は日本国外では「Mise-Nishikawa Method」として知られている。
また1916年（大正5年）および1917年（大正6年）に西川藤吉の特許が4件登録された。西川藤吉は既に物故していたため、息子の西川真吉が権利を受け継いだ。現在の真珠養殖の技術は西川藤吉のこれらの技術に負うところが多い（西川藤吉は御木本幸吉の次女の夫である）。
その後、様々な技術の改良を経て真珠養殖は広まり、英虞湾、宇和海、長崎県対馬などで生産が行われた。
1921年にイギリスで天然真珠を扱う真珠商や宝石商を中心に養殖真珠が偽物だという排斥運動が起こる。パリで真珠裁判が行われたが、1924年5月24日、天然真珠と養殖真珠には全く違いが無いということで全面勝訴した。その後もフランスでは訴訟が繰り返されたが、逆に養殖真珠の評判は上がっていった。
1930年代にクウェートやバーレーンなど真珠を重要な産業としていた国は、養殖真珠の出現と、それに伴う真珠価格の暴落によって真珠産業が成り立たなくなり、世界恐慌の時期と重なったこともあり経済に大打撃を受けた。特に食料自給率が低く輸入に依存する割合が高いクウェートでは多数の餓死者を出すほどの惨事となった。その後、油田の開発によりクウェート経済は発展し、真珠産業は実質的に文化保存事業の規模にまで縮小してしまったが、現在でも真珠広場など真珠に由来する場所や真珠を採取するイベントが行われるなど、真珠に関する文化が残っている。
また、天然真珠価格の暴落によってヨーロッパ資本の宝石商は大きな損失をうけ、ティファニーやカルティエも天然真珠の取り扱い量を減らしてしまった。
1953年の台風で三重県内の養殖いかだが「全滅」の被害を受けたこともあったが、1950年代を通じて養殖真珠生産体制を確立した日本は、世界の9割のシェアを誇るようになる。御木本の「真珠のネックレスで世界中の女性の首をしめる」という言葉を現実のものとした。養殖真珠を排斥していたフランスの真珠商ローゼンタールも養殖真珠を扱うようになった。
1960年（昭和35年）、日本の真珠輸出高は100億円を超える。
1967年（昭和42年）を境に、ミニスカートが流行するなど、従来のファッションの流行が変わり世界の真珠の需要が激減したこと、過剰生産と粗製乱造が重なったこと、さらにニクソンドルショックによる円高のため、海外のバイヤーが真珠を敬遠するようになった。一方で経済成長に伴う所得増加のため日本国内の需要は増加し、日本の真珠養殖業者は国内市場を主戦場とするようになった。
真珠養殖が始まってからほぼ100年が経過したが、1996年（平成8年）頃から始まったアコヤガイ赤変病によるアコヤガイの大量斃死現象や真珠摘出後の廃棄貝、および生産地周辺の排水による湾の富栄養化などの要因から日本のアコヤ真珠の生産量は低下した。現在真珠取引の中心となる市場は香港に移りつつある。

### 淡水真珠養殖
琵琶湖では、もともと貝桁網漁業者が採取していたイケチョウガイ、メンカラスガイなどの貝類から天然の淡水真珠が10 %程度という高い確率で採れていた。こういった事情から、養殖の研究が始まったという話もある。
大正14年に滋賀県草津市で志那町の平湖で藤田昌世と吉田虎之助によって研究が始まり、昭和5年にイケチョウガイを利用した淡水真珠の養殖と商品化に成功したのが、全国初の淡水真珠養殖の開始となる。その後、イケチョウガイは真珠養殖技術と共に全国に移された。
1980年代、琵琶湖の水質の悪化や琵琶湖固有種のイケチョウガイの交雑などとともに、中国でイケチョウガイの近縁種であるヒレイケチョウガイを使った安価な淡水真珠が市場に出回り始めたことで琵琶湖の淡水真珠産業が打撃を受けることとなった。
霞ヶ浦では、1936年にイケチョウガイが放流され、1963年から淡水養殖が始まり、1988年に水質汚濁に強いヒレイケチョウガイと交雑した物を真珠養殖に用いている。

## 種類

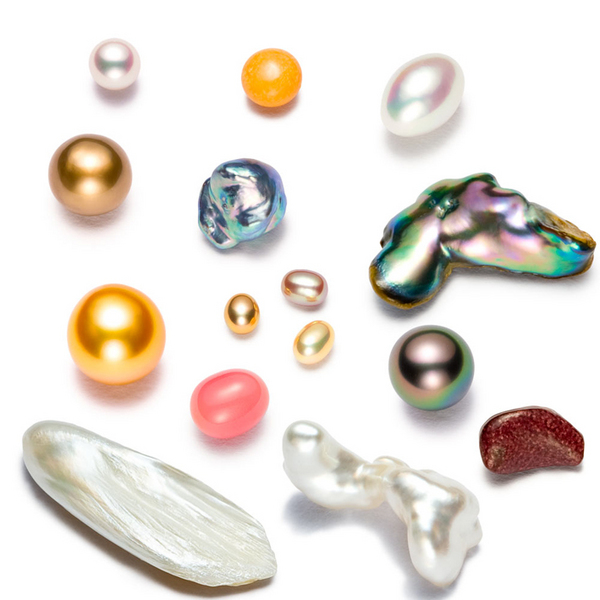
さまざまな真珠

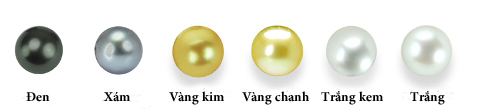

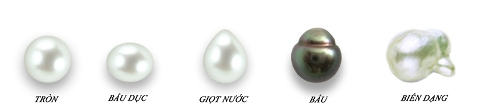

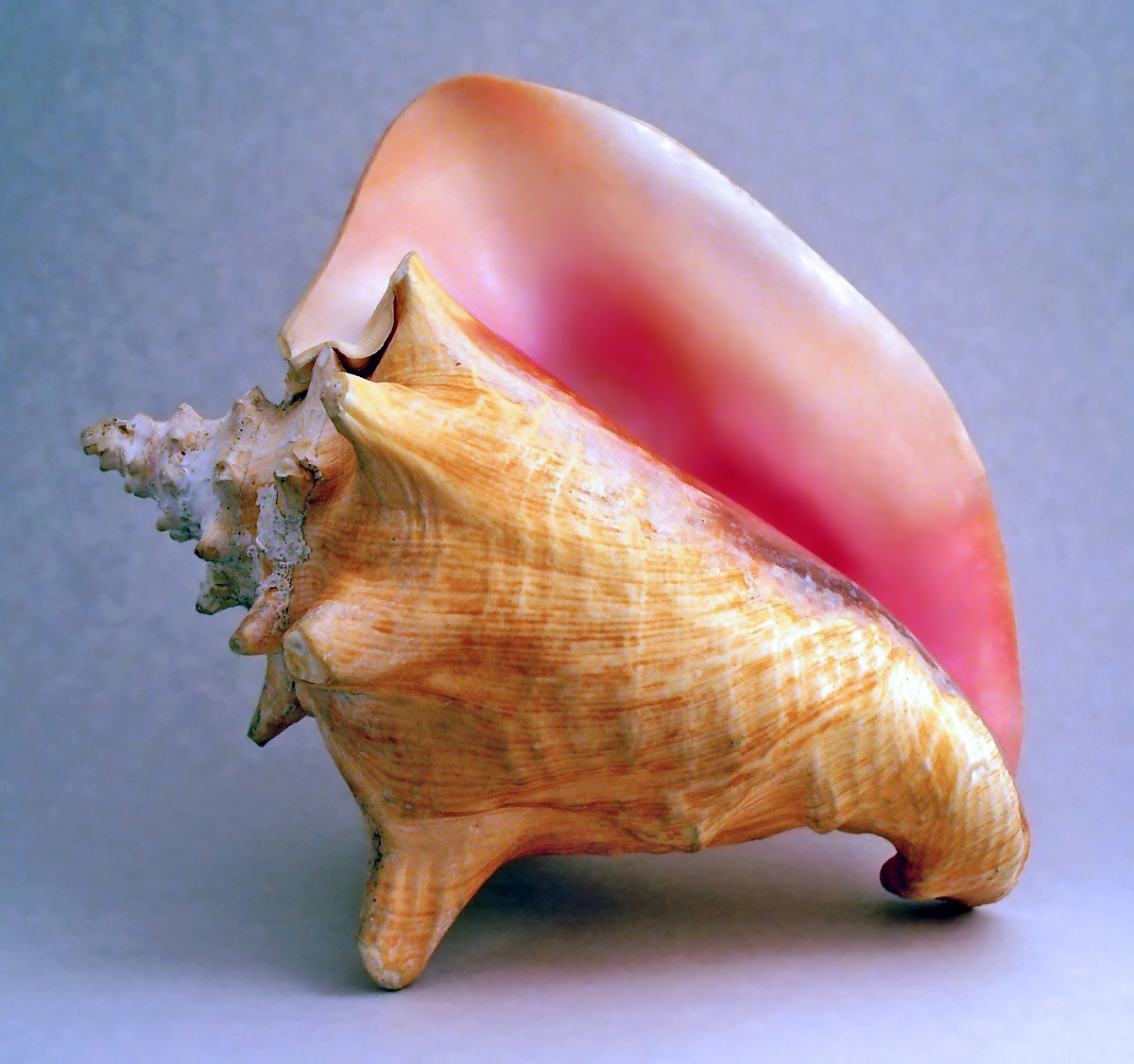
ピンク貝 Strombus gigas

本真珠
本来は鮑玉（あわびだま、アワビの内部に形成される天然真珠）のことを指すが、現在はアコヤガイ（Pinctada fucata martensii）の真珠や淡水真珠まで含めている。その際には貝パールなどのイミテーションではないという意味。
天然真珠
天然の真珠貝によって自然に生成されたもので、その貝の中から偶然見つかる真珠のこと。1920年代に養殖真珠ができるまでは、1万個の貝から数粒しかみつからない程度の確率だと言われ、養殖真珠よりかなりの希少価値があったがその価値は1930年代の世界恐慌などの影響により暴落した。
養殖真珠
真珠貝に核を挿入するなどして、人の手を加えてつくりだした真珠。真珠層の成分と構造は天然真珠と同じである。現在、真珠貝を人工的に採苗して母貝にすることが主流であるが、天然の真珠貝を使う場合もある。
南洋真珠（白蝶真珠）
シロチョウガイ（白蝶貝、Pinctada maxima）から産する真珠。主にオーストラリア、インドネシア、フィリピン、ミャンマーで養殖および輸出されている。オーストラリア産の南洋真珠は青みがかった色を呈することが多い。一方、フィリピン産は黄色・金色の珠が多い。日本では琉球真珠により沖縄県八重山列島で養殖されている。また、近年ではあまり見られなくなったが、真円真珠の養殖が終わった老貝で半円真珠を生産することもある。
黒蝶真珠（黒真珠）
クロチョウガイ（黒蝶貝、Pinctada margaritifera）から産する真珠。主にタヒチ（仏領ポリネシア）で養殖される。日本では琉球真珠により沖縄県八重山列島で養殖されている。タヒチで生産されるものは南洋真珠（南洋黒蝶真珠）と呼ばれることもある。また他の真珠を染色処理し、黒真珠と呼んでいるものもある。
マベ真珠
マベガイ（マベ貝、Pteria penguin）から産する真珠。主に香港、台湾、インドネシア、奄美大島で養殖されている。主に半球形であるが近年では養殖技術の向上で、球形も少量であるが産出される。真円の核を挿核して真円の真珠を作ることが難しいため、半円の核を貝殻の内側に貼り付けて半円形の真珠を作る。
淡水パール
イケチョウガイやカラス貝といった、淡水生の貝の中に出来る真珠は淡水パール（淡水真珠）と呼ばれる。現在流通している淡水パールのほとんどは養殖によって生産されている。養殖の際に母貝内に外套膜片のみを挿入し、核を挿入しないことから真珠が真円には育たずライス型やドロップ型といったさまざまな形状の真珠が得られる。その色も、オレンジや紫など多岐にわたる。淡水パールのうち、粒が小さく安価なものはビーズとして使用される。近年では核を挿入して10mmを超える大玉も産出されるようになった。アコヤガイや他の真珠と同様の核を使う場合と小玉の淡水真珠を使う場合とがある。
カワシンジュガイやヨーロッパなどでは淡水真珠ムール貝などからも産出する。
コンクパール
西インド諸島のカリブ海に生息する巻貝であるピンク貝(Strombus gigas)から産する真珠。珊瑚のようなピンク色（他に白、黄、茶などもある）をしており、火焔模様が見られるのが特徴である。ピンク貝は巻貝であり人工的に核を挿入することが不可能であるため、コンクパールのほとんどが天然の真珠である（2009年11月、GIAのG&G eBriefにより養殖コンクパールの成功が報告された）。またピンク貝そのものが現地では貴重なタンパク源として食用とされており、積極的にパールが採られているわけではないことから希少とされている。なおコンクパールは真珠層真珠ではなく、交差板構造から成る真珠である。
メロパール
南シナ海沿岸に生息するハルカゼヤシガイ(Melo melo shell)から稀に産出する真珠。オレンジ系の色調が特徴。
その他の貝の真珠
基本的に真珠層を持つ貝であれば、真珠を産することが可能である。非常に稀であるが、例えばハマグリやアサリ、シジミやホタテなどでも真珠を産する。真珠層を持たない種が形成したものは基本的に輝きはなく砕けやすいため宝石としての価値はないが、オオシャコガイが形成したと言われる老子の真珠のように大きさや希少性によっては高い価値が認められる場合もある。

### 模造真珠
コットンパール
日本において19世紀頃開発された。軽く、柔らかい。
プラスチックパール
真珠を模したプラスチック球。軽く、表面は真の真珠層ではないために汗などに強い。
貝パール
養殖真珠の核に人工的に真珠色の塗装を施したもの。

### 大きさや形状、品質
- 花珠 - 高品質のもの。
- バロックパール（英語版） - 形状に歪みがあるもの。
- ケシパール（英語版） - 小粒のもの。

## 文化
真珠に関する語
- 豚に真珠（ウィクショナリー）
- ドゥッラーニー朝 - アフガニスタンの歴史上の王朝。「ドゥッラーニー」はパシュトゥーン語で「真珠の時代」を意味する。
- マーガリン - ギリシャ語で真珠を意味するmargariteに由来する。

### 宗教
キリスト教
- 真珠商人のたとえ - マタイによる福音書13章45-46に、天国は商人がすべて売り払ってでも手に入れたい良い真珠のようなものであるという話がある。
- 天国への門 - ヨハネの黙示録21:21（文語訳聖書）「十二の門は十二の真珠であって、どの門もそれぞれ一個の真珠でできていた。」

イスラム教
- クルアーン（22:23、35:33、52:24）において、貴重品で天国では常に身に着けられるという話をしている。